# محمد تمام (رسام)
محمد تمام (من مواليد 23 فبراير 1915 بالجزائر العاصمة، والمُتوفى في 15 يوليو 1988 بالجزائر العاصمة) هو رسام بورتريه جزائري ومجدد. 
ظهرت لوحته المصغرة للكعبة المشرفة في مكة على طابع تذكاري أصدرته الجزائر عام 1978.
التحق تمام وهو بسن الثالثة عشر، بينما كان يواصل تعليمه في الجزائر، بمدرسة الفنون في شارع القنصل. لوحت موهبته مبكرًا وحصل في عام 1936 على منحة دراسية في المدرسة العليا للفنون الزخرفية في باريس.
أمضى في هذه المدينة وفي أوروبا ما يقرب من ثلاثين عامًا. يمكن مشاهدة أعماله في مصنع de Sèvres .و في عام 1937، عاد إلى الجزائر، حيث نظم معرضه الأول.
أعقب هذه السنوات الجيدة فترة مظلمة. اندلعت الحرب العالمية الثانية وكان سجينًا من عام 1939 إلى عام 1943. وعند إطلاق سراحه نظّم العديد من المعارض كنوع من التعويض عن السنوات الضائعة.
 استعادت الجزائر الاستقلال في عام 1963، وعاد بشكل نهائي إلى الجزائر حيث أصبح أمين المتحف الوطني للآثار في الجزائر العاصمة ، وهو المنصب الذي شغله حتى وفاته. كما كان يدرّس في الوقت نفسه في المدرسة الوطنية للفنون الجميلة بالجزائر العاصمة.
اشتهر محمد تمام بصنع الطوابع البريدية الجزائرية والنياشين. وأقامت وزارة الثقافة والاتصال الجزائرية مع اتحاد الفنون التشكيلية معرضًا كبيرًا تخليدًا لروحه.

## فهرس
- Peintres algériens ، textes d ' Edmond Michelet et Mourad Bourboune، Musée des Arts décoratifs de Paris ، Paris، 1964
- محمد خدة ، Éléments pour un art nouveau ، SNED، Alger، 1972 (p. 49)
- Musées d'Algérie، l'Art Populaire et Contemporain ، Collection Art et Culture، Ministère de L'Information et la Culture، SNED، Alger، 1973
- محمد خدة ، Feuillets épars Liés ، SNED ، الجزائر ، 1983
- دليلة محمد-أورفلي ، شيفات ديوفر للمتحف الوطني للفنون الجميلة في الجزائر ، الجزائر ، 1999 (استنساخ) : L'homme en bleu ، رقم 79).
- منصور عبروس ، الفنانين الجزائريين ، Dictionnaire biographique ، 1917-1999 ، الجزائر ، إصدارات القصبة ، 2002 (ص. 212-214) باللغة الفرنسية
- 2950676812

## روابط خارجية
- محمد تمام من فاميل ديكروي باللغة الفرنسية